# Ibiza (singolo)
Ibiza è un singolo del gruppo musicale britannico The Prodigy, pubblicato il 24 marzo 2015 come quinto estratto dal sesto album in studio The Day Is My Enemy.

## Descrizione
Nominata per la prima volta dal gruppo nel mese di ottobre 2014, Ibiza ha visto la partecipazione del gruppo musicale post-punk Sleaford Mods, sebbene abbia contribuito il solo cantante Jason Williamson.

## Video musicale
Anticipato da una breve anteprima pubblicata il 16 aprile 2015 attraverso il canale YouTube del gruppo, il video è stato pubblicato in anteprima attraverso il sito della rivista Vice il giorno seguente.
Diretto da Roger Sargent e prodotto da Janna Bartlett, esso mostra i tre componenti del gruppo e Jason Williamson degli Sleaford Mods faccia a faccia con un impiegato di un'agenzia di viaggio.

## Tracce
Download digitale
1. Ibiza (featuring Sleaford Mods) – 2:45

7" (Europa)
- Lato A

1. Ibiza (featuring Sleaford Mods) – 2:45

- Lato B

1. Ibiza (featuring Sleaford Mods) (Instrumental) – 2:45

## Formazione
Gruppo
- Liam Howlett – sintetizzatore, programmazione
- Keef Flint – voce

Altri musicisti
- Jason Williamson – voce

Produzione
- Liam Howlett – produzione, missaggio
- Neil McLellan – produzione, missaggio
- John Davis – mastering